# Хаузен (Ашаффенбург)
Хаузен (нем. Hausen) — община в Германии, в земле Бавария.
Подчиняется административному округу Нижняя Франкония. Входит в состав района Мильтенберг. Подчиняется управлению Клайнвалльштадт. Население составляет 1914 человек (на 31 декабря 2010 года). Занимает площадь 8,06 км².
Община подразделяется на 2 сельских округа.

## Население
По оценке на 31 декабря 2015 года население общины Хаузен составляет 1859 чел. 

| Дата      | 1840 | 1871 | 1900 | 1925 | 1939 | 1950 | 1961 | 1970 | 1987 | 2011 |
| --------- | ---- | ---- | ---- | ---- | ---- | ---- | ---- | ---- | ---- | ---- |
| Население | 618  | 641  | 684  | 796  | 912  | 1093 | 1207 | 1385 | 1682 | 1878 |

| Год       | 1960 | 1970 | 1980 | 1990 | 2000 | 2009 | 2010 | 2011 | 2012 | 2013 | 2014 | 2015 |
| --------- | ---- | ---- | ---- | ---- | ---- | ---- | ---- | ---- | ---- | ---- | ---- | ---- |
| Население | 1194 | 1387 | 1577 | 1821 | 1990 | 1930 | 1914 | 1900 | 1884 | 1871 | 1848 | 1859 |